# Alfonso Medina Delgado
Alfonso Medina Delgado (Hato Corozal, 1930 - Bogotá, 2 de diciembre de 2005) fue un médico, historiador y político colombiano, que se desempeñó como Intendente de Arauca.

## Biografía
Nació en Hato Corozal, entonces parte del Departamento de Boyacá, en 1930. Realizó sus estudios secundarios en el internado perteneciente a la Universidad del Rosario en Bogotá, misma ciudad en la cual estudió Medicina en la Universidad Nacional de Colombia. Realizó su año rural en Arauca, dónde se estableció desde entonces.
Miembro del Partido Liberal, en el campo público se desempeñó como Representante a la Cámara por Arauca, elegido en las elecciones de 1970, así como Intendente Nacional de Arauca entre 1983 y 1985, durante la administración de Belisario Betancur. También fue primer director del Hospital San Vicente de Arauca y Presidente del Directorio Liberal de Arauca.
Fue Ministro y Consejero de la Embajada de Colombia en México entre 1975 y 1978. En ese país adelantó una especialización en enfermedades infecciosas.
En Arauca también adelantó un importante trabajo de investigación histórica, llegando a ser presidente de la Academia de Historia de Arauca.
En noviembre de 2005 fue hospitalizado en Arauca por un infarto; la situación pronto empeoró y tuvo que ser trasladado por vía aérea a Bogotá el 2 de diciembre de 2002. Desafortunadamente, falleció en el camino y fue declarado muerto al llegar a Bogotá. Sus restos fueron sepultados en Arauca algunos días después.